# Sochumi
Sochumi (georgisch სოხუმი Sochumi; abchasisch Аҟәа Aqwa; russisch Сухум Suchum) ist die Hauptstadt Abchasiens.
Aus der Sicht der abchasischen Regierung und Russlands ist Sochumi die Hauptstadt der international nur von wenigen Staaten anerkannten Republik Abchasien, de jure wird sie vom Großteil der UN-Mitgliedsstaaten weiterhin als Hauptstadt der Autonomen Republik Abchasien innerhalb Georgiens gesehen. Georgien übt seit 1993 jedoch keine Souveränität über Abchasien aus.
Die Stadt liegt in der Mitte Abchasiens direkt am Schwarzen Meer. Sie ist ein bedeutender Hafen, ein Eisenbahnknotenpunkt und dank ihres milden Klimas wichtiger Kurort und Touristenziel. Ihre Schwefelbäder sind bereits zu Zeiten der Römer genutzt worden.

## Geschichte

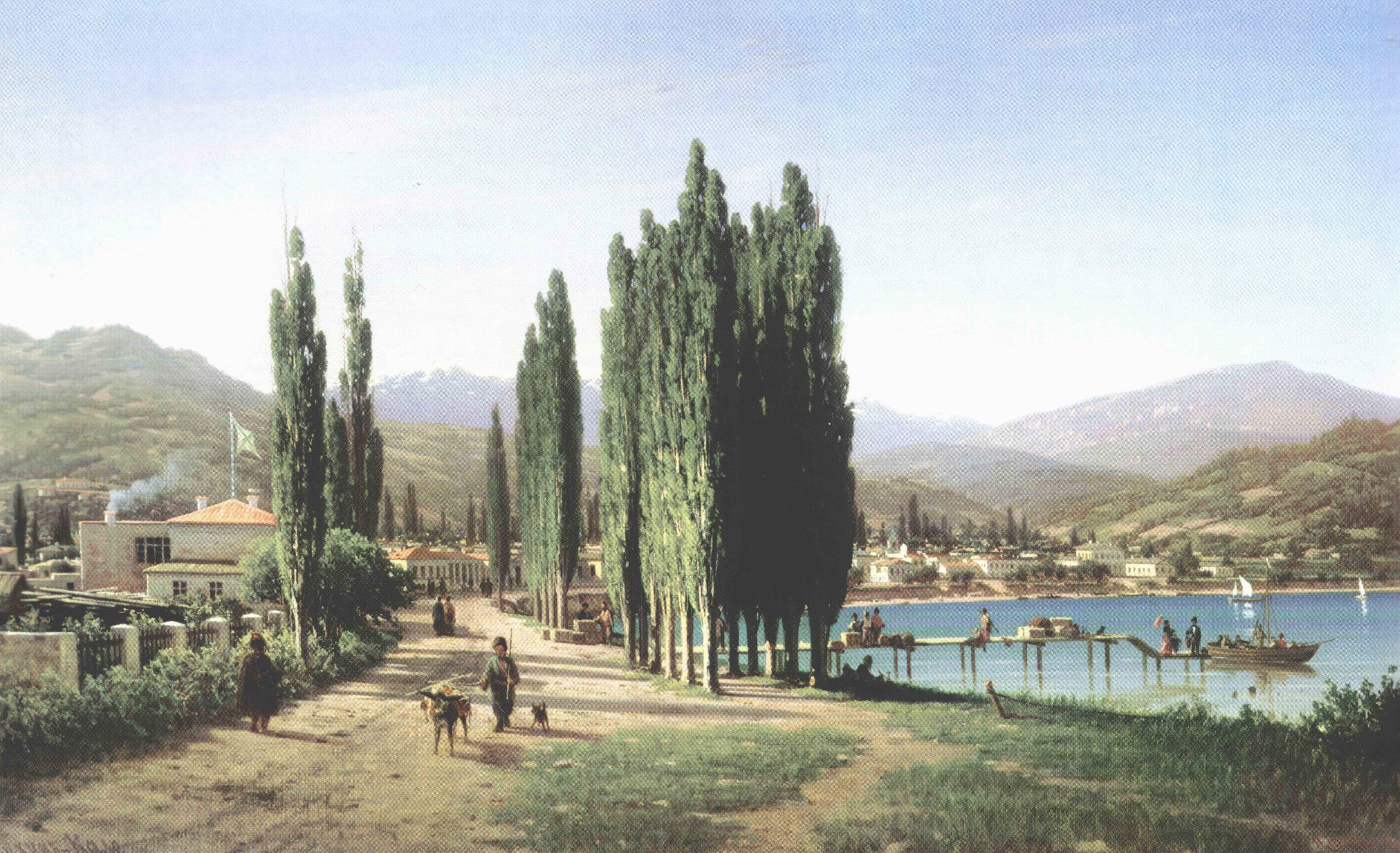
Suchum-Kalé im 19. Jahrhundert (Gemälde von Pjotr Petrowitsch Wereschtschagin)

Im 6. Jahrhundert v. Chr. wurde auf dem Gebiet des heutigen Sochumi die griechische Kolonie Dioscurias (Dioskurias) gegründet. Die Legende besagt, dass die Zwillinge Castor und Pollux den Grundstein gelegt haben. Im römischen und im byzantinischen Imperium war die Stadt als Sebastopolis bekannt.
Unter osmanischer Herrschaft hieß sie Suchum-Kalé, auch Soghum Kala und wurde zur Festung ausgebaut. Im 19. Jahrhundert wechselte Sochumi mehrfach den Besitzer. 1810 fiel die Stadt an Russland, wurde aber erst 1829 im Frieden von Adrianopel von der Türkei abgetreten, erhielt Magazine und einen Basar. 1854 wurde es von den Russen bei Annäherung einer englisch-französischen Flottille eilig geräumt, teilweise zerstört und von Abchasen, die die türkische Flagge aufpflanzten, geplündert. Im September 1855 landete Omer Pascha mit einem osmanischen Korps und begann von dort aus Operationen gegen Tiflis. Im Mai 1877 wurde die Stadt erneut vom Osmanischen Reich besetzt, doch im September wieder geräumt und von den Abchasen abgebrannt. 1879 hatte die Stadt 1947 Einwohner.
Im Mai 1918 wurde in Sochumi eine bolschewistische Republik ausgerufen. Der Versuch scheiterte jedoch, die Stadt wurde daraufhin kurzzeitig Teil der Demokratischen Republik Georgien, Sitz eines georgischen Generalgouverneurs und des Abchasischen Volksrats.
Am 4. März 1921 wurde sie von der 9. Armee der Roten Arbeiter- und Bauernarmee unter dem Kommando von W. Ch. Ter erobert. Kurz darauf wurde sie Hauptstadt der neugegründeten Abchasischen Sozialistischen Sowjetrepublik, einer eigenständigen sowjetischen Teilrepublik.
In der Sowjetunion entwickelte sich der Ort zur weißen Stadt am Meer, einem Sommerparadies mit exklusiven Hotels, Cafés, Stränden und einer lebhaften Künstlerszene. Die Stadt war multikulturell, die Bevölkerung setzte sich aus Abchasen, Georgiern, Russen, Armeniern, Ukrainern und einer griechischen Minderheit zusammen. 1932 wurde das Pädagogische Institut gegründet, aus dem sich später eine Universität entwickelte. Zugleich beherbergte die Stadt Institute der Sowjetischen Akademie für Wissenschaften, darunter die berühmte Affenzucht-Station, und ab Juli 1945 das vom NKWD gegründete Physikalisch-Mathematische Institut, an dem Manfred von Ardenne bis 1954 an der Entwicklung der sowjetischen Atombombe forschte. 1968 wurde das Oberleitungsbusnetz in der Stadt eröffnet. In Sochumi bestand zeitweise auch das Kriegsgefangenenlager 461 für deutsche Kriegsgefangene des Zweiten Weltkriegs. Bis 1989 stieg die Einwohnerzahl auf fast 120.000 an.
Mit dem Zerfall der Sowjetunion erreichte die ehemalige Georgische SSR Ende 1991 endgültig ihre staatliche Unabhängigkeit. Georgien beanspruchte dabei auch die Region Abchasien, die 1936 unter Josef Stalin in die georgische Sowjetrepublik eingegliedert worden war. Umgekehrt beanspruchten die Abchasen einen eigenen Staat in den Grenzen der ebenfalls unter Stalin aufgelösten abchasischen Sowjetrepublik.
1992 bis 1994 wurde die Stadt daher zum Zentrum des Guerillakampfes zwischen georgischem Militär und russischen sowie teilweise auch tschetschenischen Freischärlern. Der Bürgerkrieg, der auf beiden Seiten viele Menschen das Leben kostete, endete mit der Abspaltung Abchasiens von Georgien und der De-facto-Unabhängigkeit der Region. Nach der Einnahme Sochumis durch die Freischärler am 27. September 1993 kam es zum Massaker von Sochumi an der georgischen Zivilbevölkerung. Tausende Georgier wurden ermordet, die Überlebenden wurden fast vollständig aus der Stadt vertrieben. Auch Angehörige der von Georgien eingesetzten Regierung Abchasiens wurden getötet, darunter die Politiker Schiuli Schartawa, Raul Eschba und Guram Gabiskiria. Der Anteil der Georgier an der Stadtbevölkerung betrug 2011 nur noch etwa 3 %.
Einer der Verantwortlichen für die Kriegsverbrechen an der Zivilbevölkerung in Sochumi war der tschetschenische Terrorist Schamil Bassajew, der damals eine tschetschenische Einheit befehligte, die auf Seiten der abchasischen Separatisten agierte. Viele griechische und jüdische Einwohner flohen aufgrund der Kämpfe und der damit verbundenen Zerstörungen ebenfalls ins Ausland.
Die Stadt ist seit der De-facto-Unabhängigkeit Hauptstadt der Republik Abchasien.
Seinen Status als ehemals wichtiger Wirtschafts- und Wissenschaftsstandort büßte Sochumi infolge des Krieges weitgehend ein, auch der Tourismus kam zwischenzeitlich fast vollständig zum Erliegen. Die Strandpromenade glich nach dem Bürgerkrieg einer Ruinenlandschaft, im Hafen liegen teilweise noch immer abgewrackte, rostige Schiffe. Aufgrund der nun desolaten wirtschaftlichen Lage verließen auch in den folgenden Jahren tausende Bewohner die Stadt. Die Einwohnerzahl sank zwischen 1989 und 2003 von 120.000 auf etwas über 40.000.
In den letzten Jahren hat sich die Lage der Stadt, wie auch der gesamten Region, wieder gebessert, insbesondere aufgrund starker Investitionen aus Russland und einem sich langsam wieder belebenden Tourismus. Die Einwohnerzahl beträgt mittlerweile wieder etwa 64.500, was einem massiven Anstieg gegenüber dem Wert von 2003 entspricht. Infolge des Kaukasuskriegs 2008 erkannten Russland und später auch einige andere Staaten die Unabhängigkeit Abchasiens an, was die wirtschaftliche Erholung der Region weiter begünstigte. Seitdem befinden sich in der Stadt auch mehrere Botschaften.
Im Januar 2024 wurden durch einen Brand in einem Kunstmuseum mehr als 4000 Bilder zerstört.

## Sehenswürdigkeiten

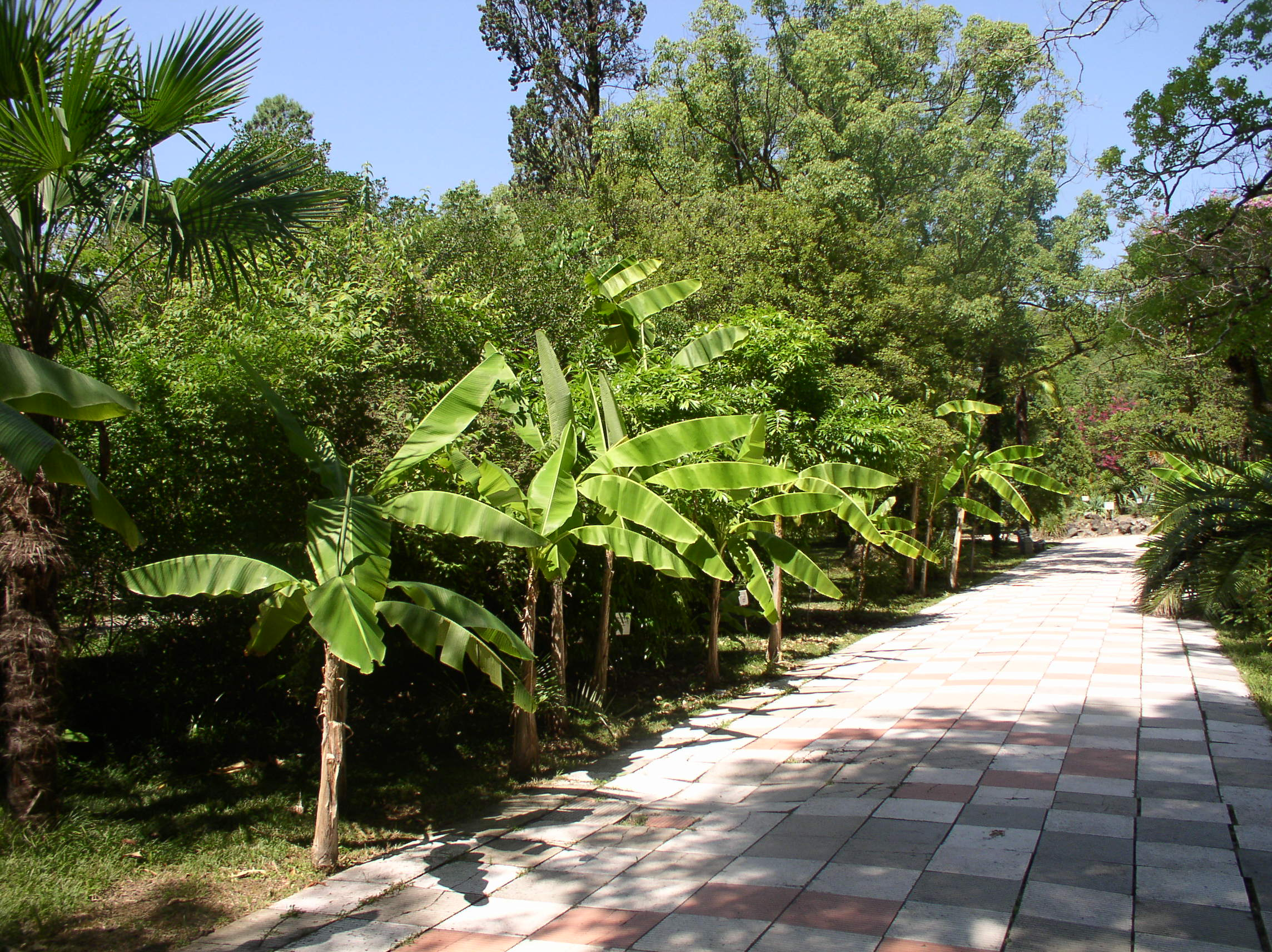
Botanischer Garten

### Machadschirenuferstraße
Die Machadschirenuferstraße wurde nach den ins Osmanische Reich ausgewanderten Abchasen, den Machadschiren, benannt. An ihr liegt die alte Festung Sochumi. Sie wurde von den Römern Anfang des 2. Jahrhunderts n. Chr. erbaut, später mehrfach zerstört und umgebaut. Die dem Wasser zugewandte Festungsmauer ist über die Jahre ins Meer gestürzt. 1724 erbauten die Türken auf den Trümmern der Festung ihre Burg Sohumkale. Ende des 18. Jahrhunderts wurde sie Residenz des abchasischen Fürsten Kelesch Achmed-bei Scherwaschidse, der am 2. Mai 1808 von turkophilen Verschwörern ermordet wurde. Sein Grab befindet sich neben der Festung, die kurz darauf von den Russen bezogen wurde. 1877 und 1878, zur Zeit des Russisch-Osmanischen Krieges, wurde sie von diesen als Gefängnis für politische Gegner genutzt.
Der übrige Teil der Machadschirenuferstraße wurde um die Wende vom 19. zum 20. Jahrhundert bebaut. Die Hotels, Restaurants und Cafés spiegeln den individuellen Architekturgeschmack ihrer jeweiligen Erbauer wider.

### Botanischer Garten
Der 1840 eröffnete botanische Garten in Sochumi ist einer der ältesten solcher Gärten im Kaukasus. Er ist rund 30 Hektar groß und beherbergt eine Vielzahl unterschiedlicher Pflanzenarten.

### Friedensprospekt
Der Friedensprospekt (Prospekt Mira) ist eine wichtige Einkaufs- und Flaniermeile der Stadt.

### Bagrataschloss
Im östlichen Teil der Stadt liegt das gut erhaltene Schloss des abchasischen Königs Bagrat III. aus der georgischen Bagratiden-Dynastie, der Abchasien von 978 bis 1014 regierte – die Zeit, in der das Königreich seinen größten Wohlstand erreichte. Die Schlossmauern haben eine Breite von 1,80 Meter.

## Bevölkerung

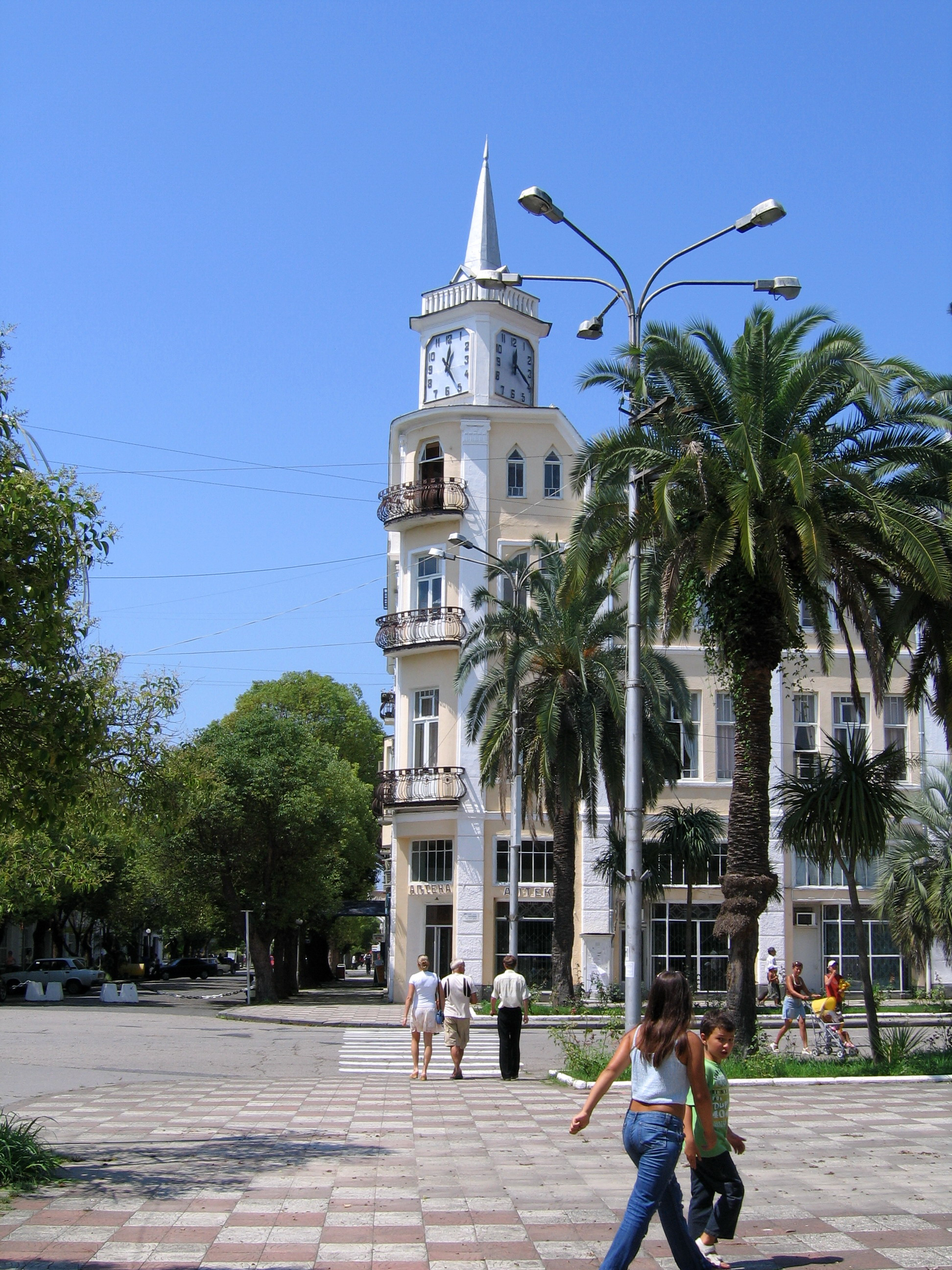
Rathaus (Stadtratsgebäude)

Über die genauen Bevölkerungszahlen und -verhältnisse der gesamten Region Abchasien gibt es erst seit der zweiten Hälfte des 19. Jahrhunderts genauere Statistiken.
Im Jahr 1886 ergab eine russische Volkszählung für die Stadt Sochumi selbst nur 412 feste Einwohner, davon 28,9 % Russen, 27,9 % Georgier und Mingrelier, 22,6 % Griechen, 12,9 % Armenier sowie lediglich 0,1 % Abchasen. Im Umland der Stadt, dem damaligen Suchumski okrug, waren die Abchasen mit einem Bevölkerungsanteil von fast 86 % jedoch klar in der Mehrheit.
1939 wurde für die Stadt eine Bevölkerungszahl von 44.299 ermittelt, die sich zu 41,9 % aus Russen sowie 19,9 % Georgiern, 11,3 % Griechen, 9,8 % Armeniern, 5,5 % Abchasen und 4,6 % Ukrainern zusammensetzte. Daneben gab es eine kleine estnische Minderheit sowie eine jüdische Gemeinde (3,5 %, meistens georgische Juden). Als Abchasien der georgischen Sowjetrepublik zugeschlagen wurde, erhöhte sich auch der Bevölkerungsanteil der Georgier stetig.
1989 wohnten 119.150 Menschen in Sochumi. Davon waren 41,5 % Georgier, 21,6 % Russen, 12,5 % Abchasen, 10,3 % Armenier, 6,2 % Griechen und 3,4 % Ukrainer. 1993 wurden 96 % der in Sochumi lebenden Georgier aus der Stadt vertrieben oder mussten fliehen. Auch Angehörige aller anderen Bevölkerungsgruppen verließen die Stadt aufgrund der damals desolaten wirtschaftlichen Lage. Nach der Volkszählung 2003 lebten in Sochumi nur noch rund 40.000 Einwohner, die Abchasen bildeten mit 56,3 % die Mehrheit. Inzwischen hat eine Erholung der Region eingesetzt. Das Ergebnis der Volkszählung von Februar 2011 ergab für Sochumi eine Bevölkerung von 64.478 Personen.

## Kulturelle Einrichtungen

### Samson-Tschanba-Theater
Das staatliche Tschanba-Theater wurde 1912 als privates Theater errichtet. Der Kaufmann Aloisi errichtete damals mit seinem Grand-Hotel einen ganzen Komplex aus Kultur- und Freizeiteinrichtungen (so etwa neben dem eigentlichen Hotel und dem Theater ein Kino, ein Casino und eine Rollschuhbahn). 1921 wurde dieser verstaatlicht. Das Hotel erhielt den Namen Bsyp nach einem Fluss in Westabchasien, das Theater wurde zum ersten staatlichen Theater Abchasiens erklärt. 1942 brannten beide Gebäude ab, sie wurden 1952 wiedererrichtet. Das Theater hat heute 700 Sitzplätze. Die Stücke werden in der Regel in abchasischer Sprache aufgeführt. Eine eigens für diesen Zweck installierte Anlage erlaubt es, den Text synchron zu übersetzen und auf Kopfhörer, die an Besucher ausgegeben werden, die das Abchasische nicht beherrschen, zu übertragen. Gespielt werden sowohl Stücke des internationalen Repertoires wie Shakespeare als auch Stücke russischer oder abchasischer Autoren, wie etwa Nikolai Erdman oder Fasil Iskander. Das Theater trägt heute den Namen des abchasischen Schriftstellers und Politikers Samson Tschanba (1886–1937), der das erste Drama in abchasischer Sprache verfasste.

### Raschden-Gumba-Philharmonie
Das Gebäude der Staatlichen Abchasischen Philharmonie wurde 1947 errichtet, die Eröffnung fand 1949 statt. Im Februar 2009 wurde die Philharmonie nach einer erstmaligen völligen Instandsetzung wiedereröffnet. Dabei erhielt sie den Namen Staatliche Raschden-Gumba-Philharmonie nach dem abchasischen Komponisten Raschden Gumba.

## Verkehr

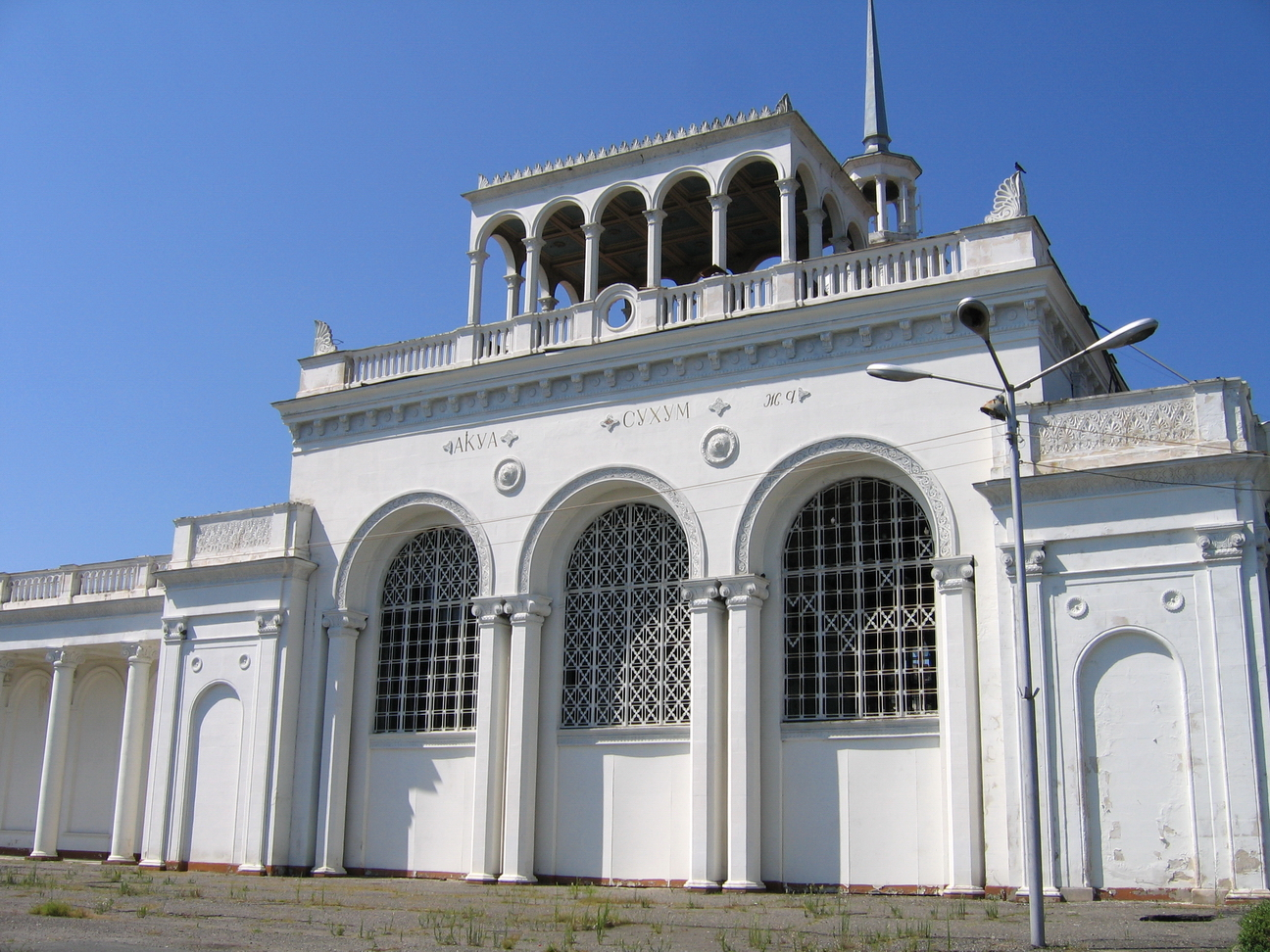
Bahnhof

Sochumi liegt im Zentrum des entlang der Schwarzmeerküste verlaufenden Hauptverkehrskorridors Abchasiens an der georgischen Fernstraße S 1 sowie an der Hauptstrecke der Abchasischen Eisenbahn. Personenverkehr besteht nur in nordwestlicher Richtung nach Russland. Nahverkehrszüge fahren ins russische Adler, einem Stadtteil von Sotschi. Außerdem besteht eine Kurswagenverbindung nach Moskau. Der Flughafen der Stadt ist infolge der Zerstörungen während des Krieges noch immer geschlossen. In der Stadt verkehrt außerdem der Oberleitungsbus Sochumi, heute der einzige Oberleitungsbusbetrieb Abchasiens bzw. Georgiens.

## Wirtschaft, Sport und Bildung
In den letzten Jahren wurden von Russland aus große Investitionen in Abchasien, insbesondere auch in Sochumi, getätigt. Der Tourismus erfuhr eine Wiederbelebung und gewinnt wieder an Bedeutung. Seit 1979 findet sich in der Stadt zudem die Abchasische Staatliche Universität, die einzige Universität Abchasiens. Zu Sowjetzeiten fand sich in der Stadt das „Physikalisch-Mathematische Institut Suchum“, an dem das sowjetische Atombombenprojekt maßgeblich mitentwickelt wurde. Heute ist die Stadt noch immer das wirtschaftliche Zentrum Abchasiens. Zu den wichtigsten Wirtschaftszweigen gehört der Tourismus, daneben finden sich in der Stadt zahlreiche Regierungsbehörden und Ministerien sowie die staatliche Presseagentur Apsnypress. Unter anderen haben die privaten Unternehmen Abasa TV, Aquafon und A-Mobile ihren Sitz in Sochumi.
Der erfolgreichste Sportverein der Stadt ist der 1997 gegründete Fußballverein Nart Suchum, mit acht Titeln abchasischer Rekordmeister. Ebenfalls bedeutend ist der bereits 1927 (nach anderen Angaben 1936) gegründete Verein Dinamo Suchum, der zu Sowjetzeiten der erfolgreichste abchasische Fußballverein war und zuletzt in der Zweiten sowjetischen Liga spielte. Dinamo Suchum hatte sich Ende der 1990er Jahre vom professionellen Spielbetrieb zurückgezogen und wurde 2010 als Verein wiederbelebt.

## Städtepartnerschaften
- () Tiraspol, Transnistrien (Moldau)
- () Zchinwali, Südossetien (Georgien)
- Podolsk, Russland
- Kilmarnock, Vereinigtes Königreich
- Bari, Italien[11]
- Sant’Antioco, Italien[12][13]
- Side, Türkei[14]

## Söhne und Töchter der Stadt
- Emine Nazikeda (1866–1941), Hauptfrau des letzten Sultans des Osmanischen Reichs
- Georgi Gulia (1913–1989), sowjetisch-abchasischer Schriftsteller
- Awtandil Gogoberidse (1922–1980), sowjetischer Fußballspieler
- Alexei Kamenski (1927–2014), russischer Künstler
- Fasil Iskander (1929–2016), abchasischer Schriftsteller
- Georgi Grammatikopulo (1930–1992), sowjetischer Fußballspieler und -trainer
- Staņislavs Lugailo (1938–2021), sowjetischer Volleyballspieler
- Sarkis Owsisjan (* 1938), sowjetisch-armenischer Fußballspieler
- Raul Eschba (1944–1993), abchasischer Politiker
- Schiuli Schartawa (1944–1993), georgischer Politiker
- Wiktor Sanejew (1945–2022), sowjetischer Dreispringer
- Abraam Garmelia (* 1948), georgischer Bischof
- Igor Achba (* 1949), abchasischer Politiker und Diplomat
- Sergei Bagapsch (1949–2011), abchasischer Politiker
- Alexander Ankwab (* 1952), abchasischer Politiker
- Wladimir Dorochow (* 1954), sowjetischer Volleyballspieler
- Otari Arschba (* 1955), Politiker
- Saida Gunba (1959–2018), georgische Speerwerferin
- Astamur Adleiba (* 1960), abchasischer Politiker
- Sergei Kirijenko (* 1962), russischer Politiker
- Micheil Sadschaia (* 1976), georgischer Fußballspieler
- Maxim Gwindschija (* 1976), abchasischer Politiker
- Andro Wekua (* 1977), georgischer Künstler
- Diana Gurzkaja (* 1979), georgisch-russische Sängerin
- Dawid Iradjan (* 1979), abchasischer Politiker
- Rusudan Goletiani (* 1980), georgisch-amerikanische Schachspielerin
- Kokkai Futoshi (* 1981), georgischer Sumoringer
- Vera Kobalia (* 1981), Politikerin
- Badra Gunba (* 1982), Politiker
- Anton Alichanow (* 1986), russischer Politiker: von 2016 bis 2024 Gouverneur der Oblast Kaliningrad, seit 2024 Minister

## Galerie

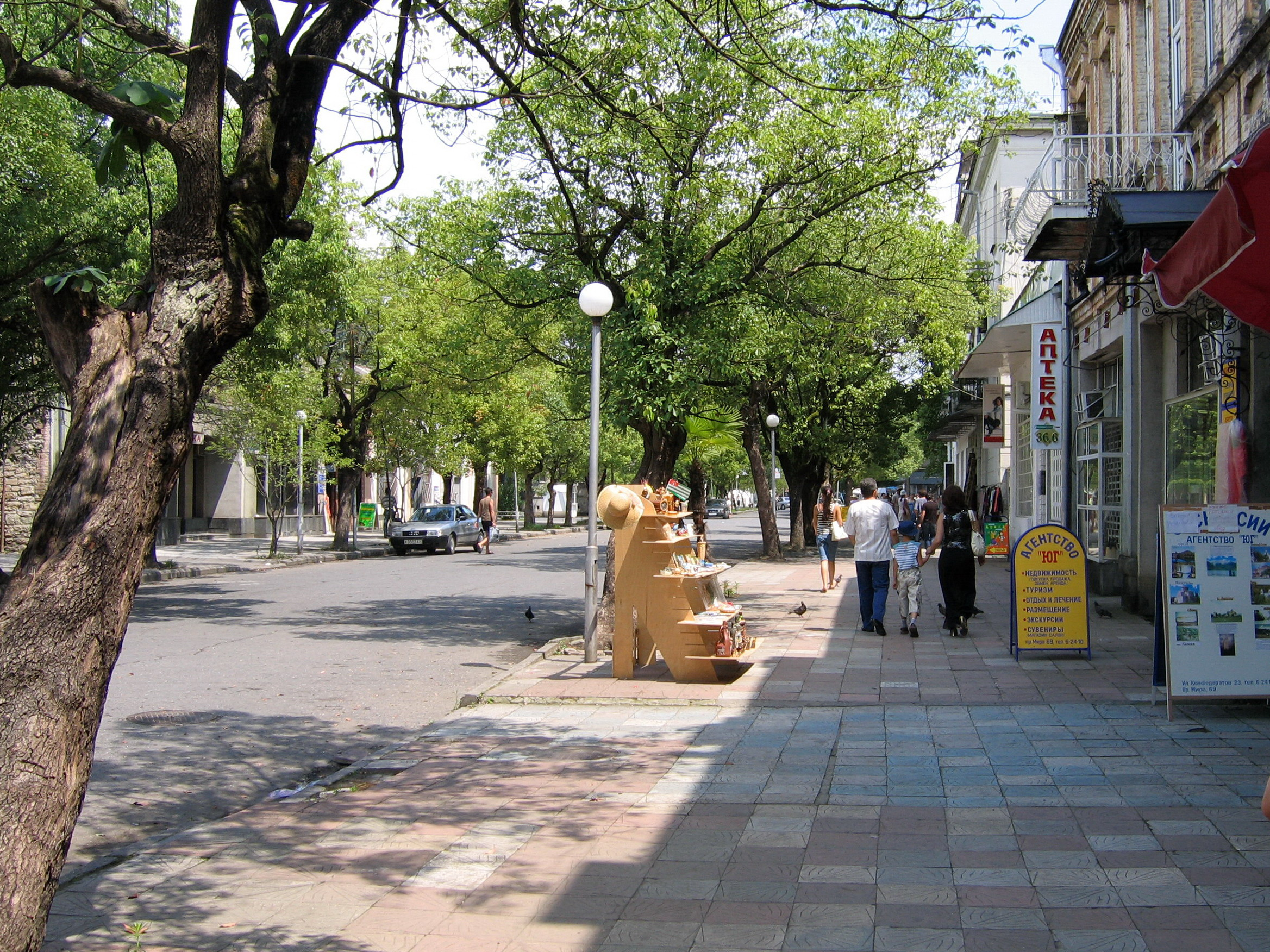
Einkaufsstraße im Zentrum
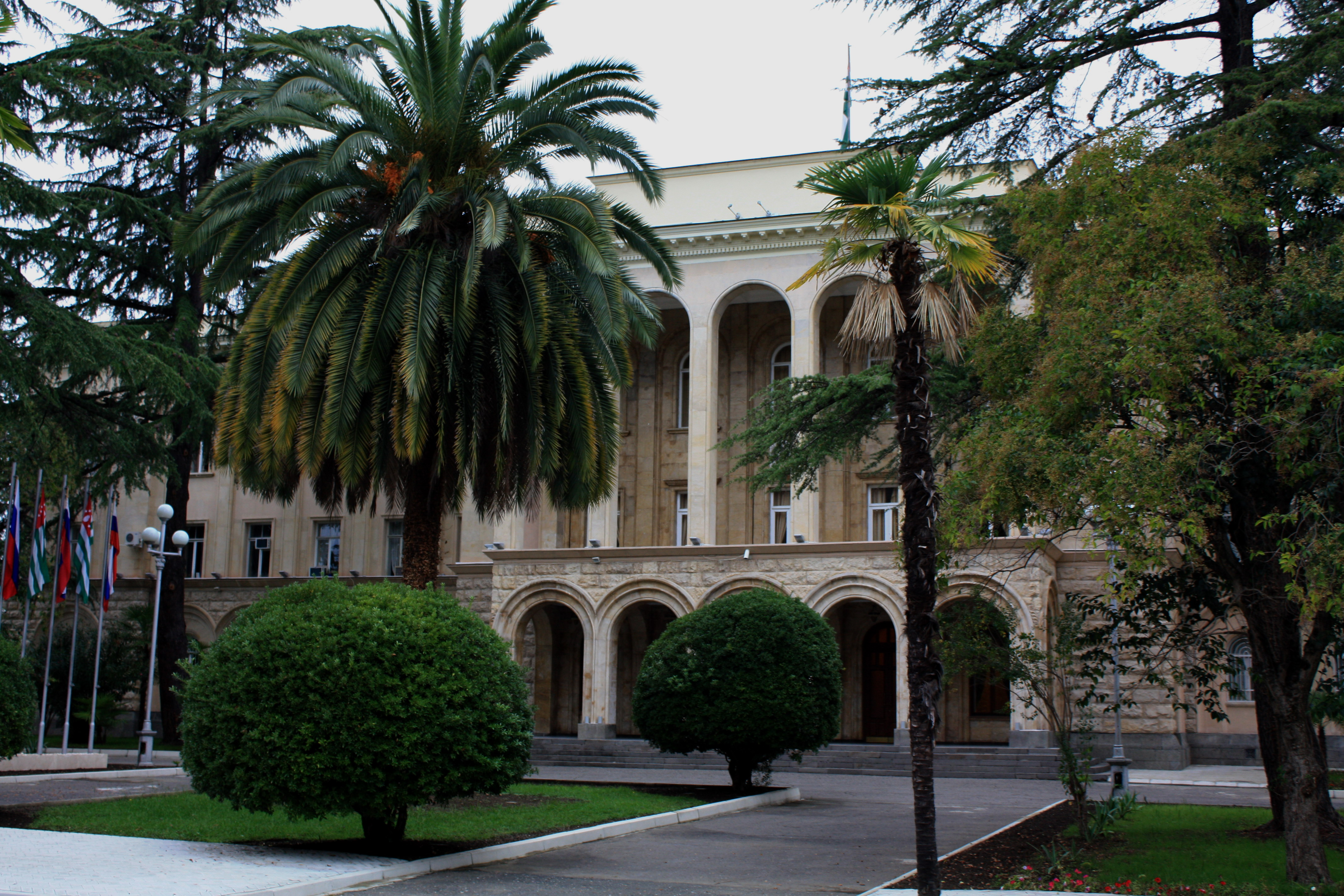
Regierungsgebäude
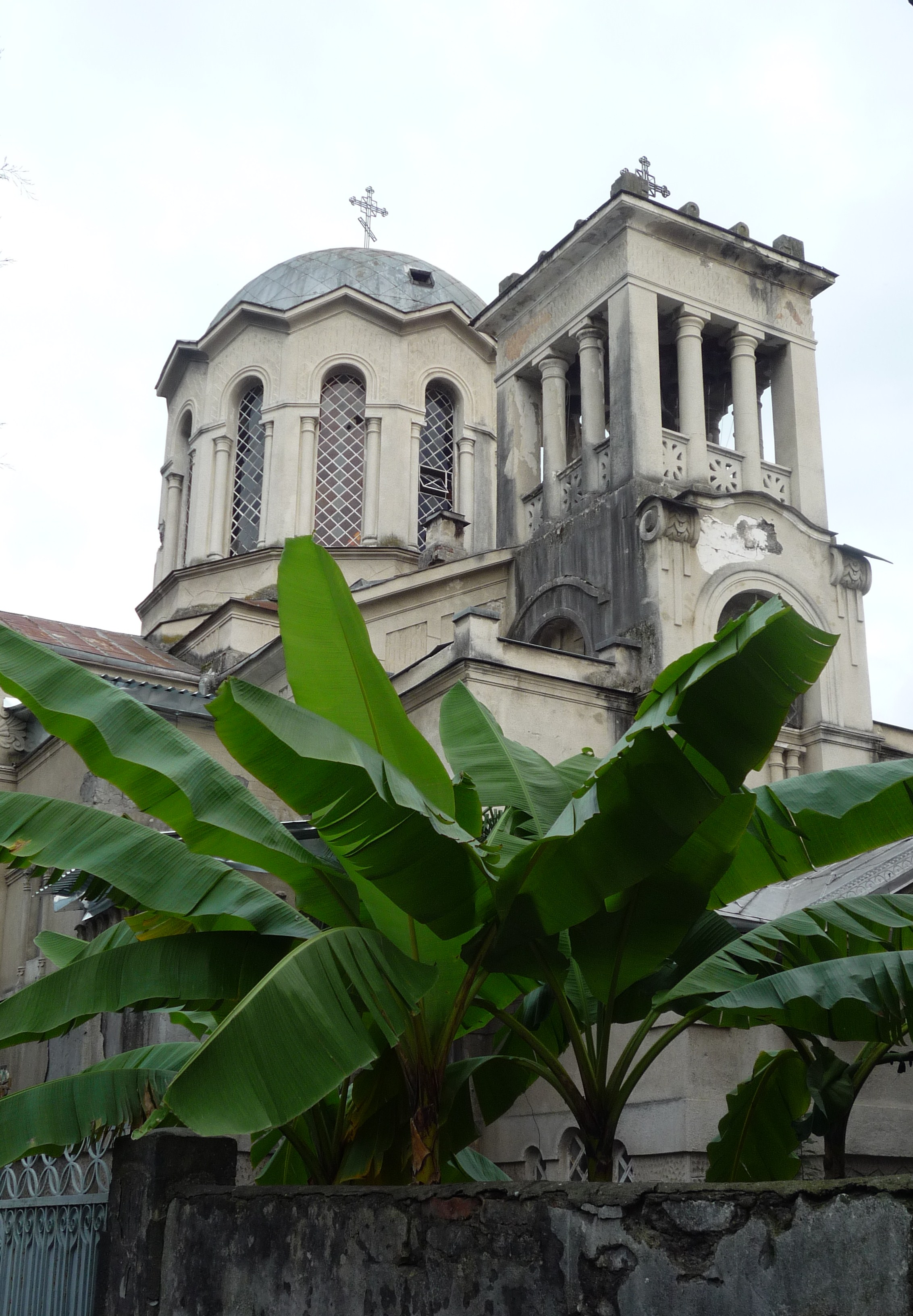
Mariä-Verkündigungs-Kathedrale
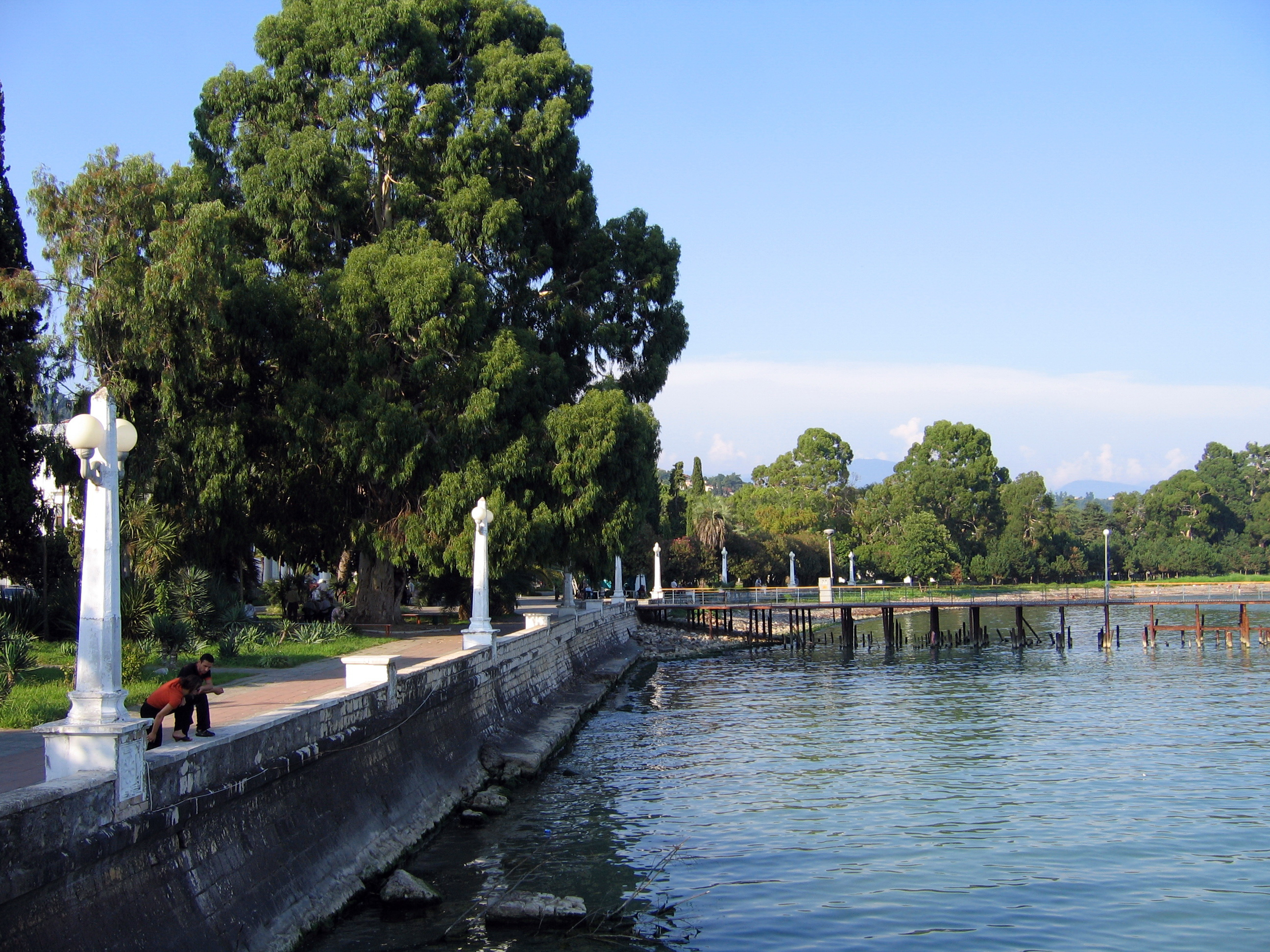
Uferpromenade von Sochumi